# 라 리가 필리피나

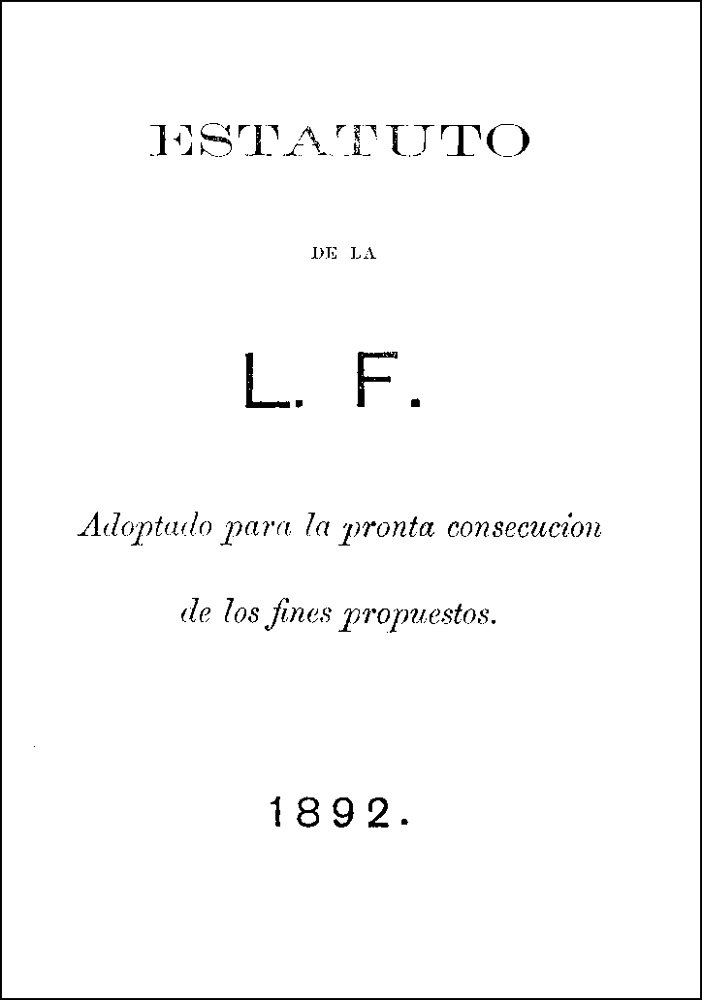
라 리가 필리피나 규약의 표지

라 리가 필리피나(La Liga Filipina)는 1892년 스페인 통치하에서 필리핀의 민족주의자들이 결성한 독립운동 단체였다. 호세 리살, 안드레스 보니파시오, 아폴리나리오 마비니 등이 조직했다. 그러나 호세 리살의 비폭력 개혁운동에 반발한 안드레스 보니파시오는 라 리가 필리피나를 탈퇴하여 무장 단체인 카티푸난을 결성한다.

## 같이 보기
- 호세 리잘
- 안드레스 보니파시오
- 민족 해방 운동
- 비폭력 무저항 운동
- 카티푸난